# 沙莫伊 (密蘇里州)
沙莫伊（英語：Chamois）是位於美國密蘇里州歐塞奇縣的城市。

## 人口
根據2020年美國人口普查的數據，沙莫伊的面積為1.02平方千米，當中陸地面積為0.96平方千米，而水域面積為0.06平方千米。當地共有人口377人，而人口密度為每平方千米370人。